# Itkulsee (Chakassien)
Der Itkulsee (russisch Иткуль, chakkasisch: Ит кӧл) ist ein abflussloser Süßwassersee in der russischen Republik Chakassien.
Der 30,1 km² (nach anderen Quellen 23,3 km²) große ovalförmige See liegt drei Kilometer südwestlich von der Siedlung Schemtschuschny und dem Schirasee im Rajon Schira, sowie fünf Kilometer westlich der Stadt Schira. Zuflüsse sind Karysch, Karassuk und Tjoplaja. Beide Seen, Itkulsee und Schirasee, liegen im Naturreservat Chakassien.